# Groupe TAT
TAT Group est le holding d'un groupe d'entreprises spécialisées dans les services aériens, employant plus de 3300 personnes dans le monde. Il est issu du département maintenance de la compagnie aérienne fondée en 1968 et aujourd'hui disparue TAT.

## Histoire
Ayant débuté comme pôle de maintenance de la compagnie TAT, la branche industrielle a continué à être détenue par la famille Marchais. 
La fortune professionnelle de Rodolphe Marchais et de sa famille est estimée à 400 millions d'euros.
Au fil des années, l'entreprise se développe (y compris après la vente de la compagnie aérienne mère), notamment en rachetant des sociétés concurrentes. 
En 2000, TAT rachète les activités de maintenance d'AOM. En 2005, TAT rachète Sabena Technics, la branche industrielle de Sabena, la compagnie nationale belge défunte pour regrouper dès l'année suivante ses prestations industrielles sous la marque Sabena Technics.
En juillet 2006, Groupe TAT se fait connaître du grand public à la suite du projet de rachat des activités de maintenance d'EADS et de conservation d'une partie des emplois. Le constructeur aéronautique avait alors annoncé la fermeture de l'établissement de Mérignac de sa filiale EADS Sogerma, impliquant de nombreux licenciements. L'affaire était alors devenue très rapidement politique. 
En outre, le groupe TAT rachète EADS Barfield aux États-Unis et 50 % de la nouvelle société Sogerma Tunisie. Avec ces apports d'activités d'EADS, le chiffre d'affaires consolidé du groupe est estimé à 450 millions d'euros.
Le Groupe TAT est devenu TAT Group avec ses filiales TAT Immobilier qui développe des sites de bureaux proches des gares TGV, axes autoroutiers ou aéroportuaires à Paris, Tours ou Le Mans et Sabena Technics (anciennement TAT Industries), le spécialiste français de la maintenance et solutions aéronautiques pour les aéronefs civils et militaires basé à Dinard, Bordeaux, Orly, Roissy, Toulouse, Toussus le Noble, Pau, Istres, Marseille, Nîmes, Perpignan mais aussi Monastir, Cayenne, Dubaï, Singapour, Papette et Nouméa. 

logotype de Sabena Technics anciennement TAT Industries.

## Activités
Ses métiers sont : 
- la maintenance aéronautique via Sogerma Services, Sabena Technics, Barfield et Sogerma Tunisie ;
- la location d'avions ;
- la gestion d'actifs aériens.
- L'agence d'intérim aéronautique Manaero basée à Orly et Toulouse.